# Lagisca laevis
Lagisca laevis är en ringmaskart som beskrevs av Hartmann-Schröder 1962. Lagisca laevis ingår i släktet Lagisca och familjen Polynoidae. Inga underarter finns listade i Catalogue of Life.